# F-06A
F-06A（エフ ぜろ ろく えー）は、富士通によって開発された、NTTドコモの第三世代携帯電話（FOMA）端末である。
一般市販されているF906iの企業向けモデルである。

## 概要
初代機のF903iBSCと二代目のF905iBizに続いて富士通が法人向けに開発された三代目のモデルであり、2008年11月よりドコモが決めた新型番ルールとして法人向けで初めて採用されたモデルでもある。過去の法人向け端末の末尾にあった「BSC」や「Biz」などの英字は付かない。またボディカラーもブラック系の他に法人向け初のホワイトも用意したのも特徴である。情報漏洩対策及び業務外利用対策を重視する法人向けとして、F906iをベースに、各種機能を削除したモデルである。法人専用モデルのため、個人での購入はできない。また、ドコモショップなどでの店頭販売も行われず、一般向けカタログにも掲載されないうえ、個人での本機種のカタログの請求・閲覧も許されないため、欠番のように見える。F906iから除かれたものは次のとおり。
情報漏洩対策
- 外部メモリースロット[1]
- Felica
- データ通信

業務外利用対策
- デジタルオーディオプレーヤー機能
- FOMA通信環境アプリを除くプリインストールiアプリ。
- ワンセグ
- 2in1
- 着うたフル
- うた・ホーダイ
- Music&Videoチャンネル

## 遠隔カスタマイズサービス
ビジネスmopera安心マネージャーというNTTドコモの法人向けサービスを利用することにより、携帯電話の管理者が遠隔で以下のような携帯電話の制御を行うことができる。
- 遠隔ロック - 遠隔でのおまかせロックや利用中断ができる
- 遠隔データ削除/遠隔初期化 - アドレス帳やメール、スケジューラー、撮影した写真まで削除することができる
- 機能の制限 - カメラ機能を制限、赤外線機能の制限、メモリ登録外着信についても、企業管理者が利用を制限出来る。
- iモード制限 － 指定サイト以外接続禁止、フィルタリング設定
- 強制指紋利用 - 遠隔操作で指紋登録をしないとアドレス帳やメールを利用させない制限や閉じるだけでロック状態にすることもできる。
- アドレス帳の制御 - 電話帳お預かりサービス を利用して、アドレス帳のバックアップ、共有アドレス帳の強制書き込み、電話帳の削除などができる。
- 紛失した携帯電話をGPSや基地局情報を利用して紛失した携帯電話をさがす、ケータイお探しサービスも同時に利用ができる。

| 主な対応サービス                   | 主な対応サービス                                                    | 主な対応サービス                       | 主な対応サービス                                 |
| ---------------------------------- | ------------------------------------------------------------------- | -------------------------------------- | ------------------------------------------------ |
| タッチパネル                       | FOMAハイスピード3.6Mbps                                             | Bluetooth                              | DCMX／おサイフケータイ                           |
| iアプリオンライン／地図アプリ      | 直感ゲーム／メガiアプリ                                             | iウィジェット                          | マチキャラ／iコンシェル                          |
| ホームU／ポケットU                 | GPS／ケータイお探し                                                 | デコメール／デコメ絵文字／デコメアニメ | iチャネル                                        |
| 着もじ／プッシュトーク             | テレビ電話／キャラ電                                                | 電話帳お預かりサービス                 | フルブラウザ                                     |
| おまかせロック／バイオ認証         | 外部メモリーへiモードコンテンツ移行／ユーザーデータ一括バックアップ | トルカ                                 | iC通信／iCお引越しサービス                       |
| きせかえツール／ダイレクトメニュー | バーコードリーダ／名刺リーダ                                        | 2in1                                   | エリアメール／ソフトウェアーアップデート自動更新 |
| GSM／3Gローミング（WORLD WING）    | 着うたフル／うた・ホーダイ                                          | Music&Videoチャネル／ビデオクリップ    | デジタルオーディオプレーヤー                     |

## 歴史
- 2009年（平成21年）1月19日 - 発表。
- 2009年（平成21年）1月26日 - 発売開始。

## 不具合
2009年5月26日に以下の不具合の修正と変更がソフトウェアの更新でなされた。
- 使用不可となっているmicroSDカードスロットに、microSDカードが装着されていると使用時間が短くなる。
- 海外の一部地域で、地域特性により通話や通信できない場合があったが、サービスを利用できるように品質を改善。

2009年12月21日に以下の不具合の修正と変更がソフトウェアの更新でなされた。
- 通話中に留守番電話件数が増加すると通知音が鳴動する場合がある。